# Плумлов
Плумлов (чеш. Plumlov) град је у Чешкој Републици. Град се налази у управној јединици Оломоуцки крај, у оквиру којег припада округу Простјејов.

## Становништво
Према подацима о броју становника из 2014. године град је имао 2.379 становника.